# Elvire Adjamonsi
Elvire Adjamonsi es una cineasta, actriz, periodista y desarrolladora cultural beninesa. Es conocida por sus documentales y por su trabajo en la creación y gestión de festivales de cine e instituciones culturales en África. 

## Biografía
Adjamonsi nació en Benín y completó su licenciatura en comunicación visual en el Instituto Panafricano para el Desarrollo (IPD) en Burkina Faso. Realizó su primer documental poco después de terminar sus estudios. De l'eau toute l'année (Agua todo el año) es una película de 26 minutos sobre las mini presas en Burkina Faso. Su guion, "BIDOSSESSI", obtuvo el segundo lugar en el concurso APROMEDIA, realizado en colaboración con Alliance Française de Bangui. El guion fue seleccionado en 2004 para participar en el taller de desarrollo Sud Ecriture en Marruecos y Túnez, que cuenta con el apoyo de la Organización Internacional de la Francofonía, el Centre national du cinéma et de l'image animée y la Fundación Hubert Balls.
En 2010 escribió su primer cortometraje, La Maudite (Los malditos), proyectado en el primer Festival de Cine Francófono de Atakpamé (Togo), y luego estrenó otro cortometraje, Cica la petite Sorcière (Cica the Little Witch). La película documental, TOLEGBA, sobre el dios beninés del mismo nombre, que se considera un demonio y, sin embargo, protege a la gente, se estrenó posteriormente.
También ha participado en varias series de televisión como actriz, las más conocidas de las cuales son "Un tour de vis" y "Baobab", que se transmitieron en toda África. También trabajó como asistente de dirección en Channel 2 (La Chaîne 2) en Benín.
Adjamonsi es conocida por su trabajo en el desarrollo cultural, particularmente en los países de habla francesa con poco o ningún apoyo gubernamental a la cultura. Ha fundado y dirigido festivales de cine, teatro y música como LAGUNIMAGE (Benín, 2000), Les Journées Théâtrales en Campagne (Pointe-Noire, 2003-2004); Le Ngombi (Bangui, 2001); FITHEB (Benín, 2006); NSANGU NDJINDJI (Pointe-Noire, 2008); FITHA (Costa de Marfil), RCG (Kinsasa); Wedbinde à Kaya (Burkina Faso); JOUTHEC (Pointe-Noire, Congo-Brazza) y @fricourt. En 2016, organizó un festival de teatro de marionetas y un festival de arte callejero. Además, trabaja con orquestas, compañías de teatro, instituciones culturales, compañías de producción y autoridades de radiodifusión.